# 和歌山県道122号西川原粉河線
和歌山県道122号西川原粉河線（わかやまけんどう122ごう にしかわはらこかわせん）は、和歌山県紀の川市を通る一般県道である。

## 概要
紀の川市西川原から紀の川市粉河に至る。

### 路線データ
- 起点：和歌山県紀の川市西川原（和歌山県道121号西川原名手市場線起点）
- 終点：和歌山県紀の川市粉河（和歌山県道7号粉河加太線交点）
- 実延長：6.364 km

## 地理

### 通過する自治体
- 和歌山県
  - 紀の川市

### 交差する道路
| 交差する道路                    | 交差する場所 | 交差する場所 |
| ------------------------------- | ------------ | ------------ |
| 和歌山県道121号西川原名手市場線 | 西川原       | 起点         |
| 紀ノ川広域農道                  | 粉河         |              |
| E24 京奈和自動車道 / 紀北東道路 | 粉河         | [ 注釈 1 ]   |
| 和歌山県道126号粉河那賀線       | 粉河         |              |
| 和歌山県道7号粉河加太線         | 粉河         | 終点         |

### 沿線
- 和歌山県立粉河高等学校（終点付近）